# Cyphomyia golbachi
Cyphomyia golbachi är en tvåvingeart som beskrevs av James 1953. Cyphomyia golbachi ingår i släktet Cyphomyia och familjen vapenflugor. Inga underarter finns listade i Catalogue of Life.